# Gabriel Shelly
Gabriel Thomas Shelly (* 24. Oktober 1968 in Dublin) ist ein irischer Boccia-Spieler. Als irischer Nationalspieler nahm er mehrmals an den Paralympischen Spielen teil.

## Karriere
Shelly, der seit seiner Geburt Infantile Zerebralparese hat, nahm erstmals 1990 an den Boccia-Weltmeisterschaften in Assen teil und gewann in der Teamwertung die Bronzemedaille. 1996 nahm Shelly in Atlanta erstmals an den Sommer-Paralympics teil. Vier Jahre später gewann er in Sydney seine erste paralympische Medaille, nämlich Gold im Einzelwettkampf in der Wettkampfklasse BC1. Diesen Erfolg konnte er 2004 in Athen jedoch nicht wiederholen. 
Shelly nahm auch 2008 an den Paralympischen Spielen in Peking teil. Dort gewann er Bronze im Einzelwettkampf in der Wettkampfklasse BC1 und schlug hierbei den Chinesen Wang Yi. Dieser hatte am Vortag Shellys Teamkollegen Padraic Moran in der Vorrunde besiegt. Shelly gewann damit die erste Medaille für Irland bei den Paralympischen Spielen 2008. 2012 in London konnte er an diesen Erfolg nicht anknüpfen.

## Erfolge

### Sommer-Paralympics
- 1996 – Atlanta, 15. Platz
- 2000 – Sydney, Gold
- 2004 – Athen, 10. Platz
- 2008 – Peking, Bronze

### Weltmeisterschaften
- 1990 – Assen, Bronze (Team)
- 1994 – England, 16. Platz
- 1998 – New York, 15. Platz
- 2004 – Portugal, 10. Platz
- 2008 – Brasilien, 7. Platz